# Southern Positioning Augmentation Network
Southern Positioning Augmentation Network, généralement désigné par son acronyme SouthPAN, est un système d'augmentation du signal GPS basé sur des satellites (SBAS) développé par l'Australie et la Nouvelle-Zélande. Le système en cours de développement doit devenir complètement opérationnel en 2028. Trois types de service seront fournis par SouthPAN :
- L1 SBAS pour l'assistance à l'atterrissage des aéronefs
- DFMC (Dual Fréquency Multi Constellation)
- PVS fournira une position avec une précision de 15 centimètres à un certain nombre d'industries dans un délai de 15 minutes.